# Incendios del noroeste de la península ibérica de 2017
Los incendios del noroeste de la península ibérica de 2017 fueron una serie de incendios forestales provocados en Portugal en la primera quincena del mes de octubre del año 2017, y que debido al paso del huracán Ophelia cerca de la península alentó las llamas en el país de Portugal y que posteriormente el fuego saltó a la comunidad autónoma de Galicia el Domingo 15 de octubre de 2017 que afectaron a buena parte de las comunidades autónomas españolas de Galicia, Asturias y Castilla y León, y prácticamente todo el norte y centro de Portugal en octubre de 2017. El Domingo 15 de octubre las llamas saltaron el río Miño que separa a la comunidad autónoma de Galicia de Portugal y empezó a arder el municipio de Las Nieves. Las llamas se abrieron paso al igual que las brasas y hojas de eucalipto ardiendo y quemaron el municipio en su totalidad en apenas una hora. El fuego llegó a zonas como Vigo, Salceda de Caselas, Salvatierra de Miño, Puenteareas entre otros sitios. La peor parte fue para el municipio de Las Nieves, ya que no se disponía de medios de extinción de ningún tipo y el término municipal quedó calcinado. 
En Portugal se registraron 523 incendios hasta el domingo. La Protección Civil portuguesa afirmó que el origen de los incendios tenía que ver con "mucha negligencia". Entre las causas de la intensidad de los fuegos estaba la gran sequía que afectaba a ambos países y los fuertes vientos producidos por el ex-huracán Ophelia. En España los incendios dejaron un balance de 4 víctimas mortales y unos 20 heridos, mientras que en Portugal dejaron un balances de 42 víctimas mortales y 71 heridos, 14 de los cuales en estado grave.
El 17 de octubre una tormenta cayó directamente en las regiones afectadas, ayudando a las autoridades a poder controlar la mayoría de focos activos en las zonas urbanas, aunque aún se registraban lugares en los bosques peninsulares ibéricos donde los incendios mantenían resistencia. El día 19 se pudo dar por finalizado el episodio

## Contexto
Entre 2001 y 2014, 87 351 incendios quemaron más de 360 000 hectáreas en esta región, una superficie más grande que la provincia de Vizcaya. Durante el mismo periodo tuvieron lugar en Galicia el 39 % de los incendios de España, 87 367 de un total de 223 818. Como explicación, a menudo se argumenta que el despoblamiento del medio rural y el consiguiente descuido de los bosques, una población envejecida y el uso del fuego como elemento de gestión de la montaña, serían parte del problema. También incluye la acción de los pirómanos: el 80 % de los incendios en Galicia son intencionados, según datos oficiales del Ministerio de Agricultura y Pesca, Alimentación y Medio Ambiente. Algunos medios apuntan que podría haber indicios de delito por parte de empresas especializadas en extinción de incendios.
En este contexto, durante los primeros días de octubre de 2017 varios incendios tuvieron lugar dispersos por la geografía gallega. Entre el día 1 y el 13 la Consejería de Medio Rural gallega informaba que se habían quemado unas 2000 hectáreas en varios incendios menores, donde destacaban tres incendios en el municipio de Lobios que habían afectado en el parque natural de O Xurés. La Junta de Galicia no tiene una política oficial de comunicación de incendios, hecho que dificulta conocer la cifra exacta.

## Cronología

### Sábado 14
La noche del sábado al domingo había 28 incendios, pero el día 15 ya eran 80 incendios descontrolados a lo largo de todo el territorio. A mediodía había unos 140 incendios en varios puntos y se estimaba que unas 1500 hectáreas quemadas. Los fuegos se vieron afectados por los cambios de viento repentinos, debidos de a los últimos efectos del huracán Ophelia. Algunos de los municipios más afectados son Pazos de Borbén, Las Nieves, Salvatierra de Miño, Bayona y Gondomar. Dos de los incendios más importantes son los originados a Puenteareas (Pontevedra), que ha afectado más de 1500 hectáreas, y el de Montederramo y Vilar de Barrio (Orense), que ha quemado más de 500 hectáreas.
Por otro lado, durante el fin de semana también se iniciaron más de 300 incendios en la zona norte de Portugal, por el que la Junta también envió recursos para tratar de evitar que el fuego entrara en territorio gallego.
Ese mismo día se despliegan los primeros efectivos de la Unidad Militar de Emergencias en Galicia y Asturias, que forman parte del Primer Batallón de Intervención en Emergencias (BIEM I) con base en Madrid y el Quinto Batallón de Intervención en Emergencias (BIEM V), desde León.

### Domingo 15

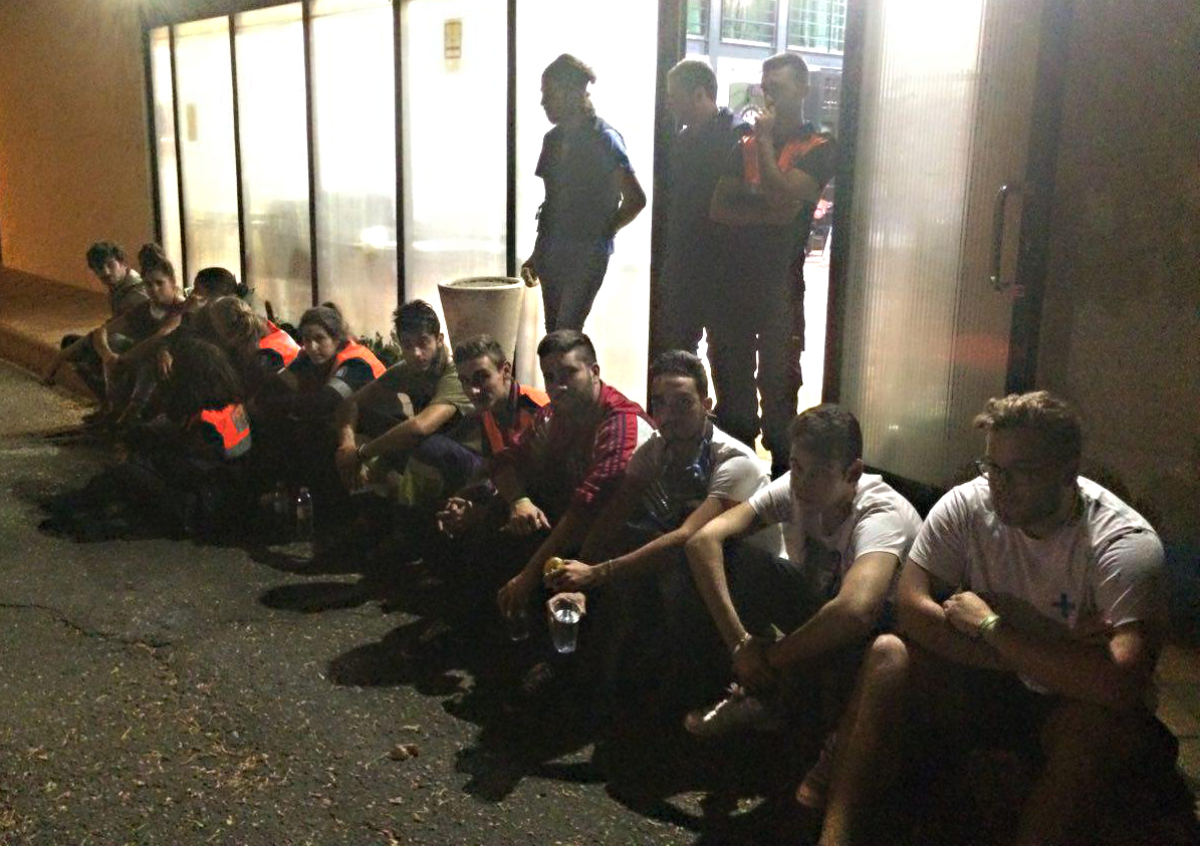
Voluntarios.

Las llamas se acercaron a ciudades como Vigo, donde los vecinos de barrios como Valladares realizaron cadenas humanas con cubos de agua para intentar parar los efectos del fuego. Las autoridades municipales habilitaron tres hoteles por todos aquellos que habían tenido que abandonar su casa. El departamento de Emergencias declaró la situación 2 de riesgo real para varios núcleos poblados.
A mediodía la circulación fue interrumpida a la autovía A-52 en dirección a Vigo por la proximidad del fuego. Durante el día se produjeron otros cortes a vías como la N-525, la AG-57, la OU-101, la OU-0406, LU-P-1401 o la VG-20, entre otros.

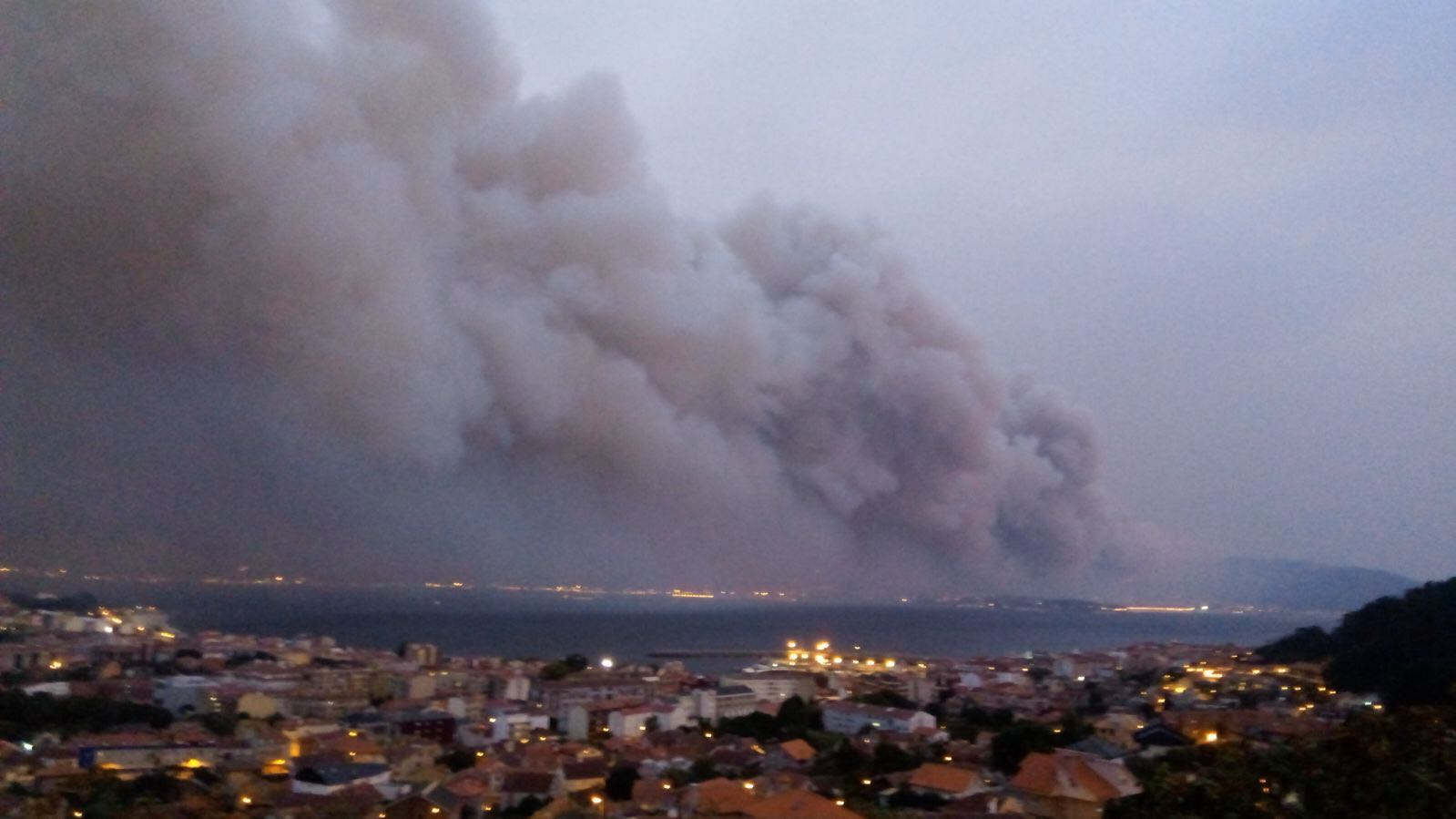
Imagen de la Ría de Vigo en la tarde del 15 de octubre.

El domingo por la tarde la Junta informó que unas 350 brigadas, 220 motobombas, cuarenta palas y una veintena de medios aéreos de la propia Junta, del Ministerio de Agricultura y Pesca, Alimentación y Medio Ambiente y del Ministerio de Defensa trabajaban para combatir los incendios, que ya habían arrasado más de 4000 hectáreas. Priorizaron zonas pobladas y polígonos industriales. Entre ellos se encuentran nuevas unidades de la Unidad Militar de Emergencias, con más secciones de los batallones ya presentes y el añadido de efectivos del BIEM III y de aviones anfibios del 43 Grupo de Fuerzas Aéreas, del Ejército del Aire. También se trasladan helicópteros del Batallón de Helicópteros de Emergencias del Ejército de Tierra. Se activó el Protocolo de acción en casos excepcionales de contaminación atmosférica debido a la gran cantidad de humo que llegaba a algunas zonas pobladas. A las 23:30 todavía había 17 incendios activos. A última hora de domingo se declaró un nuevo incendio en la zona de A Armenteira, a la parroquia de Fofán, en Meis, que se extendió hasta el municipio vecino de Meaño. Los fuegos se extendieron también por varias zonas de Asturias.
En los Ayuntamientos de Gondomar y Nigrán la situación es crítica y abren sus pabellones deportivos para que los vecinos afectados puedan dormir, se llegan a desplegar los bomberos del aeropuerto de vigo.

### Lunes 16
La Agencia Estatal de Meteorología activó para el lunes avisos amarillos (riesgo) debido a los vientos originado por el huracán Ophelia en las provincias de La Coruña y Lugo, entre otras provincias norteñas de España. A pesar de las lluvias y la bajada de temperaturas el lunes quedaban aun 60 incendios activos en toda la región. Durante este día hasta el siguiente, los efectivos militares en Galicia y Asturias aumentan desde las 500 personas a más de 900, ya procedentes de batallones de toda España. Para la logística de tal contingente se añade la ayuda de vehículos terrestres y un helicóptero Chinook del Ejército de Tierra y aviones C-130 y C-212 Aviocar del Ejército del Aire.

### Martes 17
El martes 17 de octubre el riesgo disminuyó notablemente debido a las intensas precipitaciones que afectaron a toda la comunidad. Aun este día se mantenían activos cincuenta fuegos en Galicia, pero ya no amenazaban a núcleos urbanos. La Junta se centró desde este día en ayudar a recuperar las viviendas perdidas y buscar a los culpables de los incendios.

### Miércoles 18
El miércoles 18, La Junta de Galicia informó que durante la ola de incendios del fin de semana ardieron aproximadamente 35.500 hectáreas, según las primeras estimaciones, lo que supone más del doble de lo quemado en los primeros nueve meses de año.Y es que a estas 35.500 hectáreas hay que sumar las 12.600 que habían ardido de forma previa a este fin de semana, por lo que serían un total de 48 100 las hectáreas calcinadas en lo que va de año 2017, es decir, cerca de 500 kilómetros cuadrados. Para hacerse una idea, la superficie de la ciudad de Barcelona es de 101 kilómetros cuadrados.

## Consecuencias

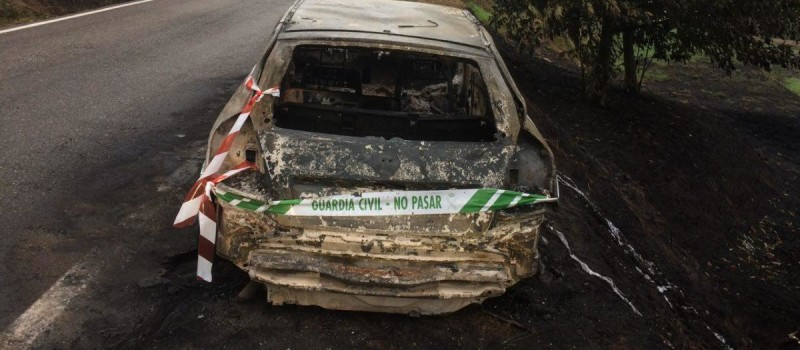
Coche calcinado en Chandebrito.

En total fallecieron 4 personas en Galicia. El día 15 de octubre se confirmó que dos mujeres habían muerto según el Ayuntamiento de Nigrán, en Pontevedra. Los bomberos encontraron sus cuerpos en el interior de un vehículo quemado. Otras víctimas se contabilizaron en Vigo y en Carballeda de Avia, eran dos hombres mayores que intentaban frenar el avance de las llamas. El presidente de la Junta de Galicia Alberto Núñez Feijóo pidió «sensibilidad y responsabilidad».
Con respeto a las hectáreas afectadas en la oleada de incendios en Galicia la Junta publicó los siguientes datos:
| Provincia/Ayuntamiento         | Hectáreas calcinadas |
| ------------------------------ | -------------------- |
| Pontevedra                     | 20.085               |
| Pazos de Borbén-Puentecaldelas | 9.505                |
| Las Nieves                     | 3.914                |
| Nigrán                         | 1.844                |
| Gondomar                       | 1.453                |
| Salceda de Caselas             | 1.413                |
| Caldas de Reyes                | 1.119                |
| Salvatierra de Miño            | 985                  |
| Puenteareas                    | 740                  |
| Orense                         | 22.630               |
| Melón-Carballeda de Avia       | 5.777                |
| Lobios                         | 3.614                |
| San Cristóbal de Cea           | 2.358                |
| Paderne de Allariz             | 1.910                |
| La Gudiña                      | 1.812                |
| Parada de Sil                  | 1.628                |
| Villar de Barrio               | 946                  |
| Lugo                           | 5.714                |
| Cervantes                      | 1.915                |

## Autoría
El primer detenido fue un vigués de 55 años de edad, que pudo haber causado en Os Blancos el incendio por una imprudencia, a aproximadamente 300 metros de las casas. El autor ya tenía antecedentes. María Luisa C.C., la segunda sospechosa, de 74 años de edad, fue detenida en relación con un incendio producido en Mos, pero fue puesta en libertad. Un hombre de 40 años fue detenido por haber causado seis incendios en Ponferrada mientras iba en bicicleta. Un miembro de la Brigada Municipal de Lobios, de 21 años de edad, fue detenido por ser el autor de seis incendios producidos en O Xurés.

## Incendios en otros lugares
En paralelo con los incendios que se produjeron en Galicia también se extendieron otros igualmente peligrosos en zonas del norte y centro de Portugal y el interior de Asturias.

### Portugal
Portugal vivió una jornada trágica, tras un verano negro en lo que respecta al fuego, con la muerte de 43 personas. Sufrió en este episodio un récord histórico de incendios, contabilizándose más de 440 en el centro y norte del país. El gobierno luso solicitó ayuda a la Unión Europea y Marruecos para frenar los cientos de fuegos que se propagaron a gran velocidad debido a fuertes vientos de hasta 80km/h.

### Asturias
Asturias contabilizó en este periodo 35 incendios forestales activos en 19 municipios de la región. El gobierno del Principado suspendió las clases el lunes 16 en los colegios e institutos de Degaña, Ibias, Allande, Cangas del Narcea y Tineo. Además, en otras zonas, como Oviedo, se suspendieron las actividades al aire libre en los centros educativos debido al denso humo. El fuego del municipio de Ibias, además, amenazó a la Reserva de Muniellos, considerado como el mayor y mejor conservado robledal de España, que forma parte del hábitat de especies amenazadas como el oso pardo y el urogallo.

## Reacciones

### Reacción institucional
Varios políticos e instituciones mostraron su apoyo, entre las que destaca la del  entonces presidente del Gobierno español, Mariano Rajoy.

### Reacción internacional
La organización terrorista Estado Islámico llegó a atribuirse la autoría, celebrando los incendios y dando gracias a Alá por los daños y las muertes causadas. De igual manera, también se ha hecho propaganda del denominado «yihadismo forestal».